# Calida
Calida är en schweizisk tillverkare av sov-, bad-, fritids- och underkläder. Calida har sitt huvudkontor i Sursee i Schweiz och säljs i cirka 70 länder. På hemmamarknaderna i Schweiz, Tyskland och Frankrike har Calida även egna butiker. I Calida Group ingår bland annat det franska märket Aubade som förvärvades 2005.
Calida grundades 1941 som Strickwarenfabrik Sursee A.G. av Max Kellenberger och Hans Joachim Palmers. 1946 antogs namnet Calida. Bolaget började med att tillverka damunderkläder. Under 1980-talet startades tillverkning i Ungern, Portugal och Indien. 2003 slutade Calida tillverka pyjamasar i Schweiz och 2005 lades tillverkningen i Schweiz helt ned. 